# Convertitore SEPIC
SEPIC è l'acronimo di "single ended primary inductor converter", un tipo di convertitore DC-DC che consente di avere alla sua uscita una tensione maggiore, uguale o minore di quella in ingresso; la tensione di uscita nel SEPIC è controllata dal duty cycle del transistor di controllo.
Un SEPIC è simile ad un tradizionale convertitore buck-boost, ma ha il vantaggio di avere l'uscita non invertita (la tensione di uscita ha la stessa polarità della tensione di ingresso), di avere un isolamento tra ingresso e uscita (fornita da un condensatore in serie) e un vero shutdown mode: quando l'interruttore è S1 è aperto, la sua uscita scende a 0 volt.
I SEPIC sono utili in applicazioni in cui una tensione in ingresso proveniente da una batteria può essere maggiore o minore di quella che si vuole avere in uscita. Ad esempio, una batteria al litio tipicamente si scarica da 4,2 volt a 3 volt; se si deve alimentare un circuito elettrico che richiede 3,3 volt si può utilizzare un SEPIC.

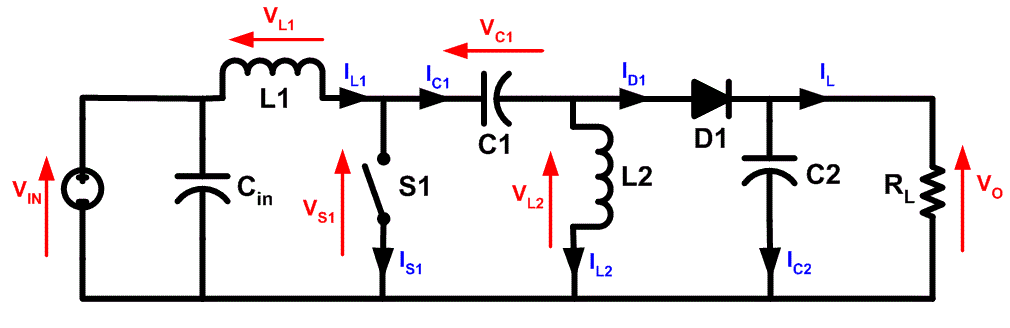
Figura 1: Schema del SEPIC.

## Funzionamento del circuito
Lo schema elettrico di principio del SEPIC è illustrato in figura 1. Come per gli altri alimentatori a commutazione (e in particolare per i convertitori DC-DC), il SEPIC scambia energia tra induttori e condensatori in modo da convertire una tensione in un'altra. La quantità di energia scambiata è controllata dall'interruttore S1, che è tipicamente un transistor come un MOSFET; i MOSFET hanno una resistenza di ingresso molto più alta e una caduta di tensione inferiore rispetto ai transistor bipolari e non richiedono una corrente di polarizzazione (nei MOSFET la commutazione è controllata variando una tensione, contrariamente al caso dei transistor bipolari, detti anche BJT, in cui si varia la corrente di base).

### Funzionamento in modalità continua
Un SEPIC è in modalità continua (o "continuous-conduction mode") se la corrente che attraversa l'induttore L1 non va mai a zero. Durante il funzionamento in condizioni stazionarie la tensione media del condensatore C1 (VC1) è uguale alla tensione di ingresso (VIN). Poiché il condensatore C1 blocca la corrente continua (DC), la corrente media che lo percorre (IC1) è zero, l'unica fonte di corrente per il carico è l'induttore L2. Quindi la corrente media attraverso l'induttore L2, IL2, è la stessa corrente media del carico e quindi indipendente dalla tensione di ingresso.
Con riferimento alle tensioni medie, si può scrivere la seguente equazione:
Poiché la tensione media di VC1 è uguale a VIN risulta che: VL1=-VL2. Per questo motivo, i due induttori possono essere avvolti sullo stesso nucleo. Dal momento che le tensioni sono uguali in grandezza, i loro effetti di mutua induttanza sono pari a zero, purché la polarità degli avvolgimenti sia corretta. Inoltre, poiché le tensioni sono uguali in grandezza, le correnti di ripple dei due induttori sono uguali. 
Le correnti medie possono essere scritte in sintesi come segue:
Quando l'interruttore S1 è chiuso, IL1 aumenta e la corrente IL2 aumenta nel verso negativo. (aumenta nella direzione opposta al senso indicato dalla freccia). L'energia per aumentare la corrente IL1 proviene dalla sorgente di ingresso. Dal momento che S1 è un "cortocircuito" quando è chiuso, e la tensione istantanea VC1 è all'incirca VIN, la tensione VL2 è approssimativamente -VIN. Pertanto, il condensatore C1 fornisce l'energia per aumentare l'entità della corrente in IL2 e aumentare così l'energia immagazzinata in L2. Il modo più semplice per visualizzare questo è di considerare le tensioni di polarizzazione del circuito in uno stato di corrente continua e poi chiudere S1.

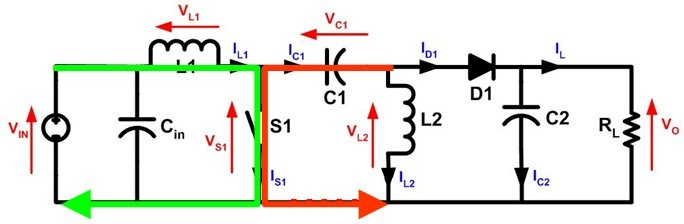
Figura 2: Con S1 chiuso aumenta la corrente che attraversa L1 (in verde) e C1 si scarica aumentando la corrente in L2 (in rosso).

Quando l'interruttore S1 è aperto, la corrente IC1 diventa la stessa IL1 perché gli induttori non possono avere cambiamenti istantanei di corrente. La corrente IL2 continua a fluire nella direzione negativa e di fatto non inverte mai direzione. Dallo schema si può vedere che la corrente negativa IL2 si somma alla corrente IL1 e viene trasferita al carico. Dalla legge di Kirchhoff per le correnti risulta che ID1=IC1-IL2. Si può quindi concludere che, mentre S1 è aperto, la potenza è fornita al carico da entrambe le correnti di L1 e di L2. Durante il ciclo "off" (S1 aperto) C1 viene caricato da L1 e ricaricherà L2 durante il successivo ciclo "on" (S1 chiuso). 

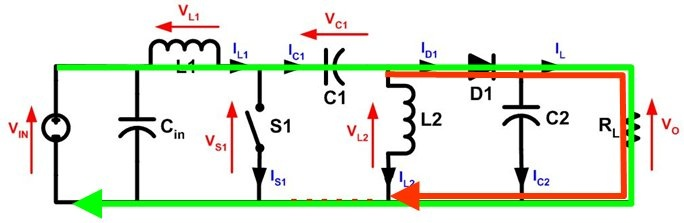
Figura 3: Con S1 aperto, la corrente attraverso L1 (in verde) e la corrente che attraversa L2 (in rosso) generano la corrente sul carico.

Poiché la tensione ai capi di C1 può invertirsi ad ogni ciclo, si dovrebbe usare un condensatore non polarizzato. In alcuni casi si può però usare un condensatore al tantalio polarizzato o un condensatore elettrolitico perché la tensione ai capi di C1 non cambia se l'interruttore rimane chiuso per meno di un mezzo ciclo di risonanza con l'induttore L2
e in quel momento la corrente nell'induttore L1 potrebbe essere molto grande.
Il condensatore CIN è necessario per ridurre l'effetto dell'induttanza parassita e della resistenza interna dell'alimentatore (non riportate nelle figure). Il comportamento boost/buck del SEPIC è possibile per la presenza del condensatore C1 e dell'induttore L2. L'induttore L1 e l'interruttore S1 creano un convertitore boost standard che genera una tensione (VS1) maggiore di VIN, di ampiezza determinata dal duty cycle di S1. Dal momento che la tensione media ai capi di C1 è VIN, la tensione di uscita (VO) è VS1-VIN. Se VS1 è meno del doppio di VIN la tensione d'uscita sarà inferiore a quella di ingresso. Se VS1 è più grande del doppio di VIN, la tensione d'uscita sarà più grande della tensione di ingresso.

### Funzionamento in modo discontinuo
Un SEPIC è in modo discontinuo di conduzione ("discontinuous mode") se la corrente attraverso l'induttore L1 può scendere a zero.

## Affidabilità ed efficienza
La caduta di tensione e il tempo di commutazione del diodo D1 è fondamentale per l'affidabilità e l'efficienza del SEPIC. Il diodo deve essere estremamente veloce per non generare picchi di alta tensione ("spikes") ai capi degli induttori, cosa che può generare guasti. Si può usare un diodo fast o uno schottky.
Le resistenze negli induttori e nei condensatori influenzano l'efficienza e la presenza di ripple sulla tensione d'uscita. L'uso di induttori con bassa resistenza riduce l'energia dissipata in calore, migliorando l'efficienza (una maggiore porzione di potenza in ingresso viene trasferita al carico). Condensatori con bassa resistenza equivalente in serie (low ESR) dovrebbero essere utilizzati per C1 e C2 per ridurre al minimo il ripple e ridurre la dissipazione in calore, specialmente in C1 dove la corrente cambia spesso direzione.